# Rita (filme de 2024)
Rita é um filme de terror e fantasia sombria de 2024 escrito, coproduzido, coeditado e dirigido por Jayro Bustamante. É estrelado por Giuliana Santa Cruz como uma menina de 13 anos que, fugindo de seu pai abusivo, está presa em uma prisão, um apartamento administrado pelo Estado de onde ela planeja fugir com seus companheiros de cela em um ato violento. É o primeiro longa-metragem coproduzido entre a Guatemala e os Estados Unidos.
Rita teve sua estreia mundial no 28º Festival Internacional de Cinema de Fantasia em 25 de julho de 2024, onde ganhou o prêmio de melhor fotografia.

## Enredo
Uma menina de 13 anos chamada Rita consegue escapar de seu pai abusivo. Ela é acolhida por um gentil dono de uma lanchonete, onde encontra consolo por um tempo, até ser transferida para uma instituição estatal que está lotada de seres fantásticos, garotas superpoderosas que planejam destruir as bruxas e demônios que governam o lugar e estão esperando que ela execute seu plano de fuga.

## Elenco
- Giuliana Santa Cruz como Rita[7]
- Glendy Asturias Rucal como Gladys[7]
- Ángela Joana Quevedo como Sulmi[7]
- Alejandra Vásquez Carrillo como Bebé[7]
- André Sebastián Aldana como "La Terca"[7]
- Ernesto Molina Samperio como William
- María Telón como Celia
- Sabrina De La Hoz como Monitora
- Margarita Kenéfic como Ernestina
- Juan Pablo Olyslager como chefe de polícia
- Guie Cuyun como policial

## Produção
As filmagens ocorreram em plena pandemia de COVID-19, com duração de 3 meses na Guatemala.

## Lançamento
Teve sua estreia mundial em 25 de julho de 2024, no 28º Festival Internacional de Cinema de Fantasia, depois exibido em 25 de setembro de 2024, no 25º Festival Internacional de Cinema de Calgary, e em 5 de outubro de 2024, no 43º Festival Internacional de Cinema de Vancouver.
Foi lançado comercialmente em 8 de agosto de 2024, nos cinemas da Guatemala, e depois foi lançado em 22 de novembro de 2024, no Shudder.